# La testa di un uomo
La testa di un uomo (titolo originale francese La Tête d'un homme), pubblicato in Italia anche coi titoli Maigret e la vita di un uomo, Maigret e una vita in gioco e Una testa in gioco, è un romanzo poliziesco di Georges Simenon con protagonista il commissario Maigret, il quinto della serie col celebre personaggio.
Scritto all'Hôtel L'Aiglon di Boulevard Raspail a Parigi nel febbraio del 1931, fu pubblicato nel settembre 1931 per l'editore Fayard, che lo ripubblicò nel 1950 col titolo L'homme de la Tour Eiffel, in concomitanza con l'uscita in Francia dell'omonimo film.
Il romanzo è ambientato a Parigi, principalmente al bar de la Coupole, all'incrocio di Montparnasse, a Saint-Cloud e a Nandy (un villaggio vicino a Morsang-sur-Seine), negli Anni Trenta, nella seconda metà di ottobre.

## Trama
Il 7 luglio, a Saint-Cloud, sono state assassinate la signora Henderson, una ricca vedova americana, e la sua cameriera. La polizia ha rapidamente arrestato Joseph Heurtin, un fattorino, che ha lasciato evidenti tracce del suo omicidio. Riconosciuto sano di mente, sebbene intellettualmente limitato, Heurtin è stato condannato a morte il 2 ottobre.
Poco prima dell'esecuzione, Maigret si ricrede su Heurtin, che si è sempre ostinatamente dichiarato innocente. Il commissario è stanco e non più sicuro delle scelte effettuate durante l'indagine, e riesce a convincere i propri superiori a organizzare un'evasione pilotata, perché il giovane lo conduca al vero colpevole. Nella notte tra il 15 e il 16 ottobre, Heurtin fugge dal Carcere de La Santé, venendo seguito nel contempo dalla polizia. Il pedinamento si conclude a La Coupole, dove Maigret si ritrova immerso nella fauna internazionale del crocevia di Montparnasse e dove presta attenzione in particolare a William Crosby, nipote della vittima, e a Jean Radek, uno studente di medicina ceco. Che legame può esistere tra Heurtin, Crosby e Radek? Soprattutto quest'ultimo, che dichiara al questore che la polizia non ha l'intelligenza sufficiente per risolvere l'enigma di Saint Cloud, incuriosisce Maigret.
Il problema sembra complicarsi quando Crosby si suicida a casa della signora Henderson. Con pazienza, Maigret segue le tracce di Radek, il quale sospetta che Maigret lo ritenga colpevole, ma pensa che non potranno mai trovare prove contro di lui. Egli si spinge però troppo oltre nel tentativo di causare la morte della moglie e dell'amante di Crosby e Maigret lo coglie sul fatto.
La trama ordita da Radek viene rivelata nel lungo ed esaustivo racconto del commissario al giudice Coméliau. Lo studente, intelligente osservatore e psicologo, ha confessato di aver scoperto che Crosby voleva la morte della zia, dalla quale avrebbe ereditato, e di avergli offerto, in cambio di una ricompensa, di liberarlo dalla ricca parente. Ottenutone il consenso, egli aveva poi ordito il suo piano servendosi del debole Heurtin, spinto a svaligiare la casa della signora Henderson lasciando le proprie tracce, la notte in cui lui, Radek, ha ucciso le due donne. E' sato ancora lui a provocare il suicidio di Crosby facendogli credere che la polizia avesse scoperto tutto. Radek, condannato a breve termine da un male incurabile, ha agito in odio verso la società che non ha riconosciuto la sua brillante intelligenza. Verrà giustiziato a gennaio.

## Adattamenti

### Film
- Il delitto della villa, regia di Julien Duvivier, con Harry Baur nel ruolo di Maigret, uscito il 18 febbraio 1933.
- L'uomo della Torre Eiffel, del 1949, regia di Burgess Meredith, con Charles Laughton nel ruolo del commissario, andò in onda sulla TV britannica nel 1949; uscì in Francia l'8 gennaio 1950.

### Televisione
- Episodio dal titolo Death in Mind, facente parte della serie televisiva Maigret, diretto da John Elliott e trasmesso per la prima volta sulla BBC il 26 novembre 1962, con Rupert Davies nel ruolo del commissario Maigret.
- Episodio dal titolo Una vita in gioco, facente parte della serie televisiva Le inchieste del commissario Maigret, diretto da Mario Landi e trasmesso in tre puntate per la prima volta sulla RAI nel febbraio del 1965, con Gino Cervi nel ruolo del commissario Maigret e la partecipazione di Gian Maria Volonté e Ugo Pagliai.
- Episodio dal titolo La Tête d'un homme, facente parte della serie televisiva Les enquêtes du commissaire Maigret per la regia di René Lucot, girato in bianco e nero e trasmesso per la prima volta su TV1 (Francia) il 9 dicembre 1967, con Jean Richard nel ruolo del commissario Maigret.
- Episodio dal titolo Maigret en de ter dood veroordeelde, telefilm neerlandese con Jan Teulings, in onda nel 1969.
- La Tête d'un homme (seconda versione, a colori), telefilm francese diretto da Louis Grospierre, con Jean Richard, andato in onda su Antenne 2 il 5 ottobre 1983.
- Episodio dal titolo Maigret et la tête d'un homme, facente parte della serie televisiva Il commissario Maigret per la regia di Juraz Herz, trasmesso per la prima volta nel 1996, con Bruno Cremer nel ruolo del commissario Maigret. In Italia l'episodio è apparso col titolo Maigret e il condannato a morte.

## Edizioni italiane
- La testa d'un uomo, traduzione di Guido Cantini, Collana I Gialli economici n° 6, Milano, Mondadori, 1933.[1]
- Maigret e la vita di un uomo, traduzione di G. Cantini, Collana Il girasole. Biblioteca Economica n.77, Milano, Mondadori, 1957. - Collana Il girasole n.178, Mondadori, 1961; col titolo Maigret e una vita in gioco, Collana Oscar n.428, Mondadori, 1972.
- Maigret e la vita di un uomo, traduzione di Roberto Cantini, Collana I libri del pavone n.388, Milano, Mondadori, 1964. - col titolo Maigret e una vita in gioco, Collana Le inchieste del commissario Maigret n.14, Mondadori, 1966.[2]
- in  Maigret fa di testa sua, Milano, Club degli Editori, 1977,  p. 530.[3] [contiene: Maigret e una vita in gioco, La trappola di Maigret, Maigret sotto inchiesta]
- Maigret e una vita in gioco, traduzione di Emanuela Fubini, Collana Oscar n.2075, Milano, Mondadori, 1988.
- Una testa in gioco, traduzione di Graziella Cillario, Collana gli Adelphi n° 84, Milano, Adelphi, 1993, ISBN 978-88-459-1160-6.
- in  I Maigret 1, Collana Maigret, Milano, Adelphi, 2013, ISBN 978-88-459-2851-2. - nuova ed., Adelphi, 2019, ISBN 978-88-459-3373-8.